# 3 Pułk Lotnictwa Myśliwskiego (LWP)

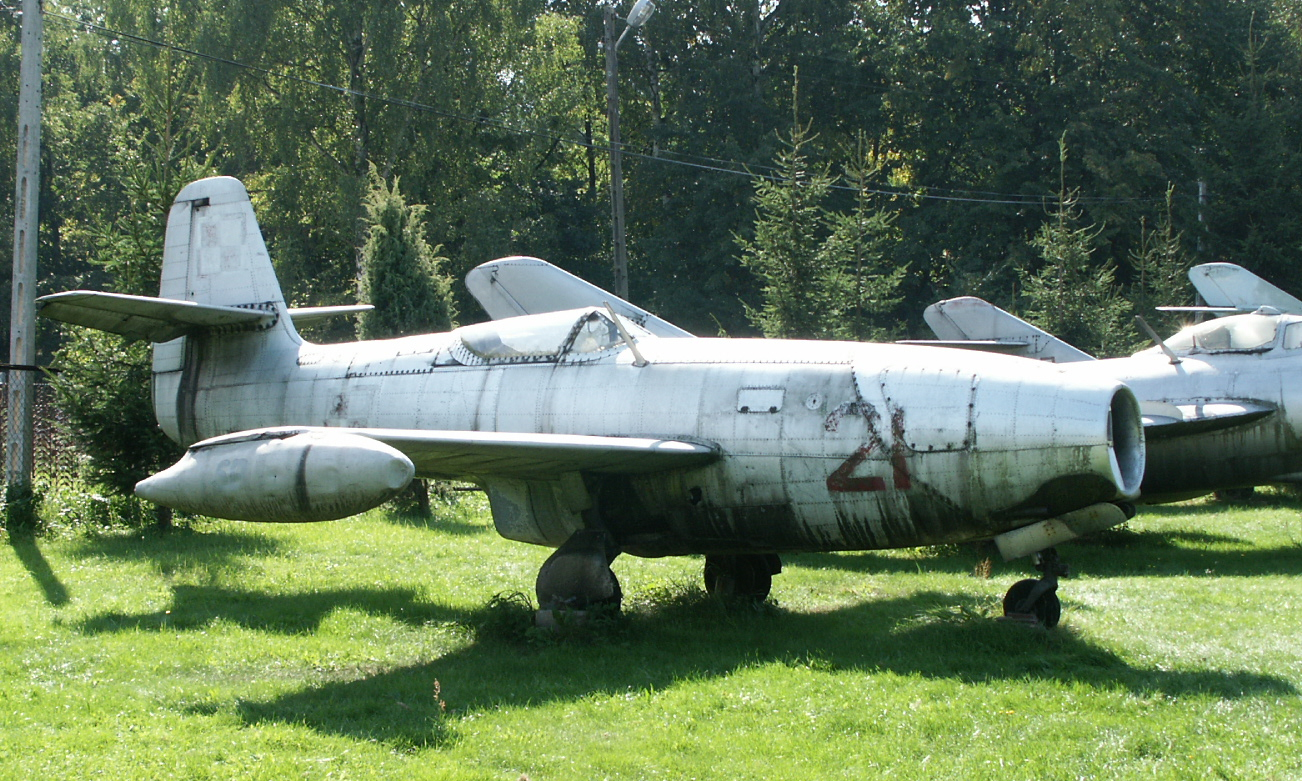
Jak-23

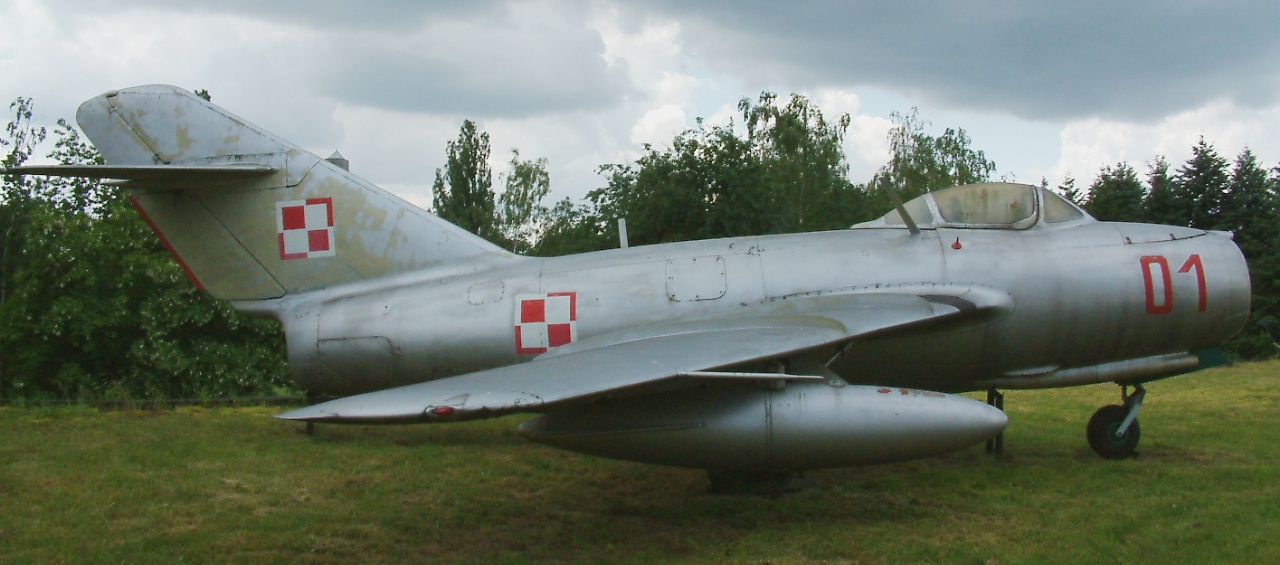
MiG-15

3 Pułk Lotnictwa Myśliwskiego  (3 plm) – oddział lotnictwa myśliwskiego ludowego Wojska Polskiego. 

## Formowanie i zmiany organizacyjne
W styczniu 1946  „wojenny” 11 pułk lotnictwa myśliwskiego został przeformowany na 3 pułk lotnictwa myśliwskiego. 
Etat nr 6/41 przewidywał 236 wojskowych i 1 pracownika kontraktowego. Pułk stacjonował na lotnisku w Krakowie i wchodził w skład 1 Myśliwskiej Dywizji Lotniczej. Po rozformowaniu dywizji stał się samodzielnym pułkiem lotnictwa myśliwskiego.
W 1947 pułk został przebazowany na lotnisko w Babich Dołach, a w 1950 do Wrocławia.
W 1951, w ramach realizacji planu przyspieszonego planu rozwoju lotnictwa, 3 pułk lotnictwa myśliwskiego wszedł w skład nowo formowanej 6 Dywizji Lotnictwa Myśliwskiego.
W 1957 3 pułk lotnictwa myśliwskiego został włączony w skład 3 Korpusu Obrony Przeciwlotniczej Obszaru Kraju.
W 1967 pułk przyjął bojowe tradycje i nazwę swojego poprzednika - 11 pułku lotnictwa myśliwskiego.

## Dowódcy pułku
- mjr pil. Mikołaj Połuszkin 1945 -1946
- mjr pil. Medard Konieczny 1946
- ppłk pil. Mikołaj Bujewicz 1946 -1947
- ppłk pil. Jan Frey-Bielecki 1947 -1948
- ppłk pil. Stanisław Lisiecki 1948 -1950
- ppłk pil. Julian Szwarc 1950 -1952
- ppłk pil. Eugeniusz Kijek 1952 -1953
- ppłk pil. Czesław Tanana 1953
- ppłk pil. Antoni Parol 1954 -1955
- ppłk pil. Feliks Skrzeczkowski 1955 -1958
- ppłk pil. Apoloniusz Czernów 1958
- ppłk pil. Stanisław Lipski 1958 - 1959
- ppłk pil. Bolesław Bacoń 1959 -1960
- ppłk pil. Albin Daniłowicz 1960
- ppłk pil. Czesław Filonowicz 1961 -1964
- ppłk pil. Jan Malicki 1965 -1969